# Amata hesperitis
Amata hesperitis är en fjärilsart som beskrevs av Edward Meyrick. Amata hesperitis ingår i släktet Amata och familjen björnspinnare. Inga underarter finns listade i Catalogue of Life.